# Snoghøj
 Der er for få eller ingen kildehenvisninger i denne artikel, hvilket er et problem. Du kan hjælpe ved at angive troværdige kilder til de påstande, som fremføres i artiklen.

Snoghøj er en bydel i Fredericia, der ligger direkte til Lillebælt. Fra Snoghøj begynder den Gamle Lillebæltsbro mod Middelfart. Kendes især for Snoghøj Højskole. Den var en selvstændig by, men er nu vokset sammen med Fredericia. I dag bor der knap 3.000 indbyggere. Den hører under Fredericia Kommune og ligger i Region Syddanmark. Snoghøj regnes som et af de mest velstående områder i Trekantområdet. Ifølge tal fra Danmarks statistik i 2011 havde forældrene i Lyng Skole den højeste husstandsindkomst blandt alle skoler i Trekantområdet.

## Historie
Der findes teorier om, at Snoghøj oprindelig hed Snofar, hvor far står for overfartsted som i Melfar (Middelfart). At navnet ikke har noget med høj at gøre, forklares med, at høj skulle stå for gravhøj, som der ikke findes nogen af på stedet. Erik Rønnebech har frembragt ideen, at der skulle være en sammenhæng mellem Erritsø, der skulle komme af Eriks-høj og Snog-høj. Skulle høj ikke komme fra gravhøj findes der to bavnehøje: En i Snoghøj og en i Erritsø. Det kunne måske tænkes at navnene havde relation til disse høje. En legende fortæller, at da vendelboerne forfulgte Knud den Hellige, tøvede han en tid her, inden han fortsatte flugten til Odense (tøve = ænyd. snaabe, snobe), og derfra fik stedet sit navn.

### Færgegården
I 1524 er stedet beskrevet som Snobehøw. Her har fra meget gammel tid været overfartssted til Middelfart (Det midterste overfartsted). Færgeriet blev givet ved kgl. bevilling. Løjtnant og færgemand Carl Lombardi fik i 1670 tildelt jord fra Erritsøgården nr. 17, hvis bygninger ødelagdes under svenskekrigene, og opførte Snoghøj Færgegård. Her blev Peder Grib, der havde sejlet med Tordenskiold, færgemand i 1742, da han havde mistet en arm i et søslag, og som tak for god tjeneste fik tildelt bevillingen. Da han døde i 1757, overtog svigersønnen Carl Lindam færgeriet. Han døde 1778, og det blev hans svigersøn Gotfred Fibiger (død 1795), der overtog. Næste ejer var sønnen, postmester C.L. Fibiger, der døde 1840, hvis søn kaptajn Jacob Scavenius Fibiger udviklede et våbensystem.
C.L. Fibiger solgte færgegården i 1839 til den kendte post- og transportforvalter Hans Christian Riegels; den kendte forstmand, der døde i 1861, men forinden havde indrettet parken og tilplantet området med mange sjældne træer. Hans enke, Frederikke Christine v. Heinen, der døde i 1887, havde derefter gården til 1871, hvor hun solgte den til apoteker P. Kragh, som 1895 videresolgte gården til kaptajn Walter Christmas. Hans første hustru Ragnhild Meldola, født Weber, overtog den i 1898 og havde den til 1938, hvor gården udstykkedes. Hun skænkede forinden jord og 30.000 kr. til oprettelse Snoghøj Højskole.
- Gammel Færgevej
- Snoghøj Bådelaug
- Kilometersten ved det gamle færgeleje for enden af Gammel Færgevej